# Frank Popper
Frank Popper (Praga, 17 aprile 1918 – Lugano, 12 luglio 2020) è stato uno storico dell'arte ceco, al quale furono concesse le nazionalità francese e britannica.

## Biografia
Fu uno teorico dell'arte, eminente specialista del rapporto arte-movimento ed arte-tecnologia-partecipazione, professore emerito di estetica e scienze dell'arte all'Université de Paris VIII, di cui diresse il Dipartimento di Arti Visive dal 1970 al 1983. Insegnò anche all'Università di Parigi I. 
Al momento della morte, avvenuta nel 2020 a 102 anni, era membro dell'Institut d'Esthétique et des Sciences de l'Art ed Honorary Editor della rivista Leonardo (MIT Press).

## Opere

### Libri
- From Technological to Virtual Art MIT Press, 2007
- Ecrire sur l'art: De l'art optique a l'art virtuel, L'Harmattan 2007
- Naissance de l'art cinétique, Gauthier-Villars, Paris, 1967
- Origins and Development of Kinetic Art, Studio Vista et New York Graphic Society, 1968
- L'Arte cinetica, Einaudi, Turin, 1970
- Die Kinetische Kunst-Licht und Bewegung, Umweltkunst und Aktion, Dumont Schauberg, 1975
- Le Déclin de l'objet, Le Chêne, 1975
- Art, Action and Participation, Studio Vista et New York University Press, 1975
- Agam monographie, Abrams, New York, 1976
- Art, action et participation: l'artiste et la créativité aujourd'hui, Klincksieck, 1980 (nuova ed.: 2007)
- Réflexions sur l'exil, l'art et l'europe: Entretiens avec Aline Dallier, Klincksieck 1998

### Cataloghi di mostre
- Kunst-Licht-Kunst, Stedelijk Van Abbemuseum, Eindhoven, 1966;
- Lumière et Mouvement, Musée d'Art Moderne de la Ville de Paris, 1967;
- Cinétisme-Spectacle-Environnement, Maison de la Culture de Grenoble, 1968;
- Art cinétique et Espace, Musées du Havre et de Louviers, 1968;
- Interventions, environnements luminocinétiques dans les rues de Paris et la banlieue parisienne, Centre National d'Art Contemporain, Paris, 1969;
- Electra: l'électricité et l'électronique dans l'art au XXe siècle, Musée d'Art Moderne de la Ville de Paris, 1983.